# Synchlora
Synchlora là một chi bướm đêm thuộc họ Geometridae.

## Các loài
- Synchlora aerata (Fabricius, 1798)
- Synchlora amplimaculata (Herbulot, 1991)
- Synchlora apicata (Warren, 1900)
- Synchlora astraeoides (Warren, 1901)
- Synchlora atrapes (Druce, 1892)
- Synchlora bidentifera (Warren, 1901)
- Synchlora bistriaria (Packard, 1876)
- Synchlora bistriata (Warren, 1897)
- Synchlora concinnaria (Schaus, 1912)
- Synchlora cupedinaria (Grote, 1880)
- Synchlora decorata (Warren, 1901)
- Synchlora delicatula (Dognin, 1909)
- Synchlora dependens (Warren, 1904)
- Synchlora despicata (Prout, 1932)
- Synchlora dilucida (Warren, 1900)
- Synchlora ephippiaria (Moschler, 1886)
- Synchlora expulsata (Walker, 1861)
- Synchlora faseolaria (Guenee, 1857)
- Synchlora fringillata (Schaus, 1897)
- Synchlora frondaria Guenee, 1858
- Synchlora gerularia (Hubner, 1823)
- Synchlora graefiaria (Hulst, 1886)
- Synchlora hebescens (Prout, 1933)
- Synchlora herbaria (Fabricius, 1794)
- Synchlora indecora (Prout, 1916)
- Synchlora irregularia (Barnes & McDunnough, 1918)
- Synchlora isolata (Warren, 1900)
- Synchlora leucoceraria (Snellen, 1874)
- Synchlora magnaria (Bastelberger, 1911)
- Synchlora merlinaria (Schaus, 1940)
- Synchlora naenia (Druce, 1892)
- Synchlora noel (Sperry, 1949)
- Synchlora orthogramma (Dyar, 1912)
- Synchlora pectinaria (Grossbeck, 1910)
- Synchlora pomposa (Dognin, 1898)
- Synchlora pulchrifimbria (Warren, 1907)
- Synchlora rufilineata (Warren, 1897)
- Synchlora superaddita (Prout, 1913)
- Synchlora suppomposa (Prout, 1916)
- Synchlora tenuimargo (Warren, 1905)
- Synchlora venustula (Dognin, 1910)
- Synchlora xysteraria (Hulst, 1886)